# 川崎努
川崎努（日语：／ Kawasaki Tsutomu，1969年6月13日—），日本男子短道速滑运动员。他曾代表日本参加1992年冬季奥林匹克运动会短道速滑比赛，获得男子5000米接力铜牌。